# تپه سراب جلدان ۲
تپه سراب جلدان ۲ مربوط به قرون میانی اسلامی است و در شهرستان خرم‌آباد، بخش پاپی، دهستان گریت، ۵۰۰ متری غرب روستای سراب جلدان، واقع شده و این اثر در تاریخ ۸ بهمن ۱۳۸۵ با شمارهٔ ثبت ۱۷۰۳۰ به عنوان یکی از آثار ملی ایران به ثبت رسیده است.